# Kyanid amonný
Kyanid amonný je bílá anorganická látka se vzorcem NH4CN.

## Výroba
Kyanid amonný lze vyrábět reakcí kyanovodíku s amoniakem. Je-li použito plynných reaktantů, vznikající produkt je vysoce čistý a velice jemně práškovitý. Reakce probíhá dle rovnice:

HCN + NH3 → NH4CN
.
Další možností výroby je reakce chloroformu s hydroxidem (nejčastěji sodným) a amoniakem. Meziproduktem této reakce je kyanovodík. Výsledný produkt je však kontaminován chloridem sodným, který je obtížné odstranit.

CHCl3 + 2NH3 + 3NaOH + H2O → 3NaCl + 4H2O + NH3 + HCN → 3NaCl + 4H2O + NH4CN.

Tuto reakci je možné provádět v jedné nádobě, či zvlášť smíchat chloroform s hydroxidem sodným a vzniklý plynný kyanovodík smíchat s plynným amoniakem, proběhne reakce, která je již zmíněna výše.
Další možností je reakce kyanidu vápenatého s uhličitanem amonným (popř. síranem amonným), podle rovnic:

Ca(CN)2 + (NH4)2CO3 → 2NH4CN + CaCO3

Ca(CN)2 + (NH4)2SO4 → 2NH4CN + CaSO4

Výhodou je, že vzniklé vedlejší produkty, uhličitan vápenatý a síran vápenatý, jsou nerozpustné ve vodě a které je možné snadno oddělit.

## Reakce
Kyanid amonný reaguje se silnými kyselinami za vzniku kyanovodíku, například s kyselinou chlorovodíkovou reaguje podle rovnice:

NH4CN + HCl → NH4Cl + HCN

Se zásadami reaguje za vzniku amoniaku, dle reakce (s například hydroxidem sodným):

NH4CN + NaOH → NaCN + NH3 + H2O

S anorganickými solemi reaguje za vzniku příslušných kyanidů, například s chloridem hlinitým:

3NH4CN + AlCl3 → Al(CN)3 + 3NH4Cl

S některými látkami reaguje za vzniku komplexů, meziproduktem pro jejich vznik však je příslušný kyanid.
S halogenderiváty uhlovodíků vytváří nitrily (kyanidy). Takto reagují i kyanid draselný a kyanid sodný. Příkladem je reakce jodmethanu s kyanidem amonným, při které vzniká jodid amonný a acetonitril (methylkyanid):

CH3I + NH4CN → CH3CN + NH4I
Reaguje s ketony a aldehydy za vzniku slotučenin majících aminoskupinu a kyanoskupinu. Dojde na jejich navázání namísto kyslíku v ketonové (případně aldehydové) skupině C=O. Příkladem je reakce s dimethylketonem (acetonem):

CH3COCH3 + NH4CN → CH3NH2CCNCH2CH3 + H2O

## Využití
Kyanid amonný se používá na organické syntézy a na výrobu kyanidů a kyanidových komplexů.

## Bezpečnost
Při požití kyanid amonný reaguje s kyselinou chlorovodíkovou v žaludku za vzniku kyseliny kyanovodíkové, který se vstřebává žaludeční stěnou do krve. Kyanovodík následně zablokuje enzymy buněčného dýchání. Zásoba ATP v buňkách je prakticky okamžitě vypotřebována, dochází tedy k zastavení biochemických procesů, a smrti. Předpokládaje, že krevní oběh roznese vzniklý kyanovodík do celého těla do 5 sekund, zástava srdce nastává asi za 10 sekund a dochází ke smrti.

## Měření přítomnosti látky
Na zjištění koncentrace kyanidu amonného v roztoku je možno použít argentometrickou titraci, jsou-li však přítomny v roztoku halogenidy (fluoridy, chloridy, bromidy či jodidy), dochází ke znehodnocení výsledků.